# Antony (Frankrijk)
Antony is een gemeente in het Franse departement Hauts-de-Seine in de regio Île-de-France. De gemeente telde 64.026 inwoners op 1 januari 2022. De inwoners worden Antonien(ne)s genoemd. De plaats is de onderprefectuur van het arrondissement Antony.

## Geschiedenis
De plaats werd voor het eerst vermeld in 829. In 1177 werd Antony een parochie en in die periode werd een vroeggotische kerk gebouwd op de plaats van een eerdere kapel. In de 15e eeuw werd de kerk Saint-Saturnin vervangen door een nieuwe kerk in gotische stijl. In de 16e eeuw werd de weg tussen Parijs en Orléans verhard. Langs de weg kwamen herbergen en stallen. Antony kreeg in 1545 het recht om een weekmarkt te organiseren. Het dorp kende voorspoed. De meeste inwoners leefden nog van de landbouw (graan- en veeteelt, wijnbouw). Op de Bièvre lagen verschillende watermolens voor het malen van graan. Aan het begin van de 18e eeuw kwam er een manufactuur die waskaarsen maakte (Manufacture royale des cires), onder andere voor het kasteel van Versailles. Enkele rijke Parijzenaars bouwden hun buitenverblijf in Antony. 
De komst van een treinstation in 1854 en de nieuwe, snelle verbinding met Parijs brachten grote veranderingen. De landbouwers specialiseerden zich in groenten, fruit en bloemen voor de markt van Parijs, terwijl de relatief goedkope landbouwgronden stilaan verdwenen voor de bouw van nieuwe woonwijken. De bevolking vertienvoudigde in de halve eeuw na 1880. En ook na 1950 was er een sterke bevolkingsgroei.

## Geografie
De oppervlakte van Antony bedroeg op 1 januari 2022 9,56 vierkante kilometer; de bevolkingsdichtheid was toen 6.697,3 inwoners per km².
Antony ligt ten zuiden van Parijs, op acht kilometer van de Porte d’Orléans. De gemeente ligt op een hoogte tussen 48 meter (bij de grens met Fresnes) en 100 meter (bij de grens met Châtenay-Malabry). De Bièvre en de beken Rue des Godets en Ru d’Aulnay stromen door de gemeente.
De onderstaande kaart toont de ligging van Antony met de belangrijkste infrastructuur en aangrenzende gemeenten.

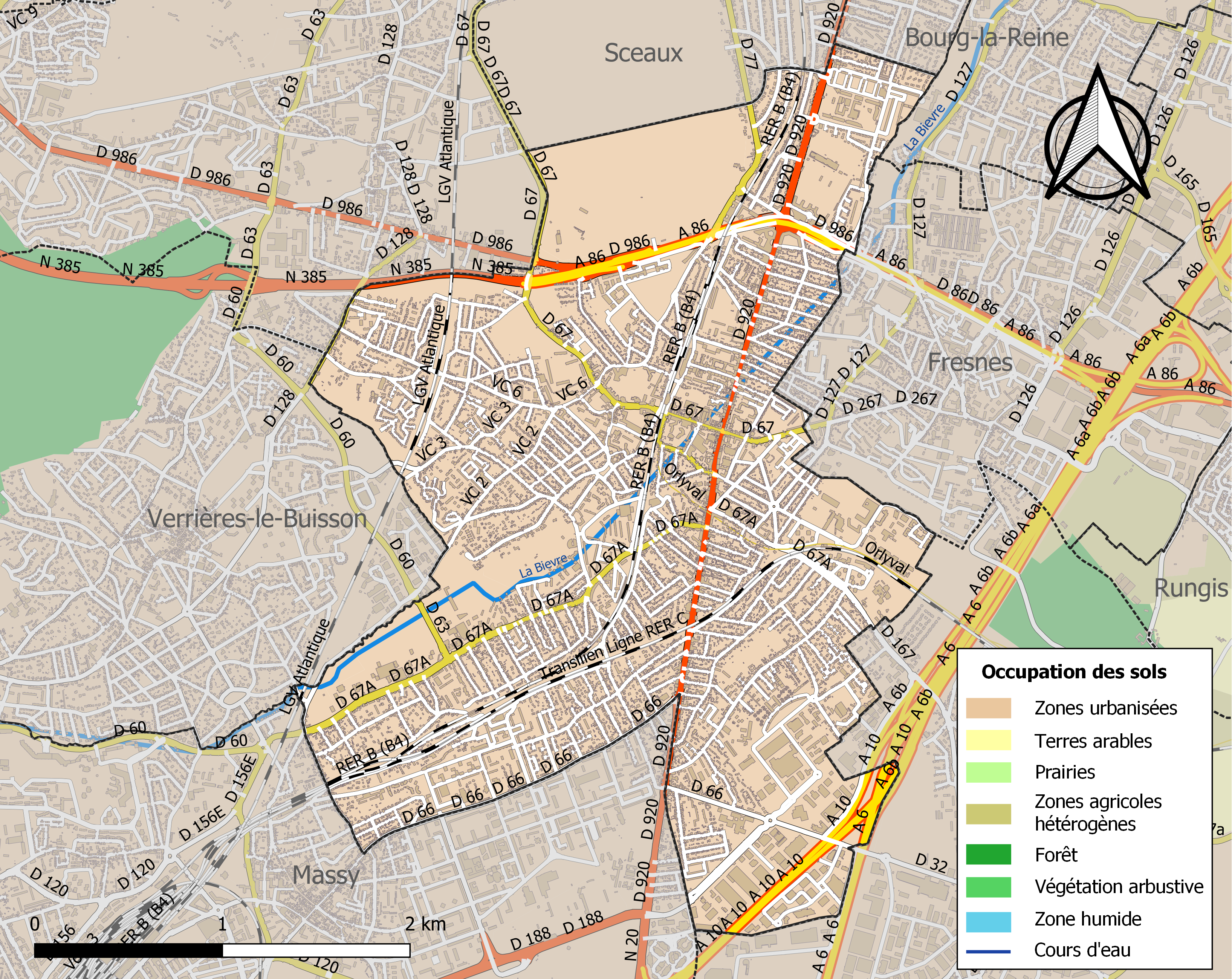

## Demografie
In 1880 telde de gemeente ongeveer 1.800 inwoners. In 1936 waren dit 19.780 inwoners. Na 1950 volgde nog een sterke bevolkingsgroei. Onderstaande figuur toont het verloop van het inwonertal (bron: INSEE-tellingen).

## Verkeer en vervoer
Het station van Antony is aangesloten op de RER B en de Orlyval.
De autosnelwegen A6 en A10 lopen ten oosten van de gemeente.

## Partnersteden
- Olomouc (Tsjechië)

## Geboren in Antony
- Madeleine Lebeau (1923-2016), actrice
- Claude Mann (1940), acteur
- Agnès Jaoui (1964), actrice en cineaste
- Laurent Percelay (1968), stripauteur
- Céline Szumigay (1978), pornoactrice
- Joachim Kayi Sanda (2006), voetballer